# Давление предварительного уплотнения
Давление предварительного уплотнения {\displaystyle \sigma _{c}^{,}} (или {\displaystyle \sigma _{p}^{,}},σ'vc) — максимальное эффективное вертикальное напряжение грунта, которое он выдерживал в прошлом. Величина важна в контексте определения ожидаемой осадки фундаментов. Грунт называется переуплотненным, если текущее эффективное напряжение, действующее на грунт, меньше исторического максимума.
Давление предварительного уплотнения может помочь определить наибольшее давление на грунт, которое может оказываться на почву без необратимого изменения объёма. Этот тип изменения объёма важен для понимания поведения при усадке, образования трещин, а также сопротивления касательному напряжению. Все напряжения и другие изменения в истории почвы сохраняются в её текстуре. Если грунт нагружен сверх Давления предварительного уплотнения σ'vc, грунт не сможет выдержать повышенную нагрузку, и конструкция разрушится (здание чрезмерно осядет).
Давление предварительного уплотнения σ'vc нельзя измерить напрямую, но его можно оценить с помощью ряда ряда методов. Образцы, взятые в поле, подвергаются различным испытаниям, таким как испытание на постоянную скорость деформации (англ. the constant rate of strain test CRS) или испытание на возрастающую нагрузку (англ. the incremental loading test IL). Эти тесты могут быть дорогостоящие из-за дорогого оборудования и длительного периода времени испытаний. Каждый образец должен быть ненарушенным и может быть подвергнут только одному испытанию с удовлетворительными результатами. Важно точно выполнить эти тесты, чтобы получить точный результирующий график. Существуют различные методы определения давления предварительного уплотнения по лабораторным данным. Данные обычно располагаются на полулогарифмическом графике эффективного напряжения (часто представляемого как σ'vc) в зависимости от коэффициента пустотности . Этот график обычно называют кривой e-log от p или кривой консолидации .

## OCR и POP
Коэффициент переуплотнения OCR определяется как отношение максимального эффективного вертикального напряжения грунта, которое он выдерживал в прошлом к настоящему эффективному напряжению {\displaystyle OCR={\frac {\sigma _{p}^{,}}{\sigma _{z}^{,}}}}.
Разница между максимальным эффективным вертикальным напряжения грунта, которое он выдерживал в прошлом и настоящим эффективным напряжением показатель POP {\displaystyle \sigma _{m}^{,}=\sigma _{p}^{,}-\sigma _{z}^{,}} (англ. Over-Consolidated margin или pre-overburden pressure). Разница {\displaystyle \sigma _{m}^{,}} может составлять от 0 до 100 kPa для слабопереуплотненного грунта (Slightly overconsolidated), от 100 до 400 kPa для среднепереуплотненного грунта и более 400 kPa для сверхконсолидированного (Heavily overconsolidated), сверхуплотненного грунта.
Возможно три случая:
{\displaystyle \sigma _{p}^{,}=\sigma _{z}^{,}} нормально консолидированный грунт
{\displaystyle \sigma _{p}^{,}>\sigma _{z}^{,}} переконсолидированный, переуплотненый (англ. Over Consolidated) грунт
{\displaystyle \sigma _{p}^{,}<\sigma _{z}^{,}} не консолидированный(англ. Under Consolidated) грунт, консолидация продолжается (к примеру аллювиальные грунты в низовьях рек).
Ряд геотехников объединяют случаи {\displaystyle \sigma _{p}^{,}=\sigma _{z}^{,}} и {\displaystyle \sigma _{p}^{,}<\sigma _{z}^{,}} в один.

## Методы
Давление предварительного уплотнения можно оценить различными способами, но нельзя измерить напрямую. Полезно знать диапазон ожидаемых значений в зависимости от типа анализируемой почвы. Например, в образцах с естественной влажностью на пределе текучести (индекс текучести LI=1) предварительное уплотнение колеблется от 9 до 76 кПа в зависимости от чувствительности грунта (определяемой как отношение ненарушенной пиковой недренированной прочности на сдвиг к полностью переформованной недренированной прочности на сдвиг).). Для естественной влажности на пределе пластичности (показатель ликвидности равен нулю) предварительное уплотнение колеблется примерно от 12 до 25 тс.

### Графический метод Артура Касагранде
Использование кривой консолидации:

Кривая уплотнения насыщенной глины, показывающая процедуру определения давления предварительного уплотнения.

1. Выберите на глаз точку максимальной кривизны на кривой консолидации.
2. Из этой точки проведите горизонтальную линию.
3. Проведите касательную к кривой в точке, найденной в части 1.
4. Разделите пополам угол, образованный горизонтальной линией в части 2 и касательной в части 3.
5. Продлите «прямую часть» кривой исходного сжатия (высокое эффективное напряжение, низкий коэффициент пустотности: почти вертикальная справа на графике) до биссектрисы в части 4.

Точка пересечения линий в части 4 и части 5 является давлением предварительного уплотнения.
Грегори и др. предложил аналитический метод для расчета напряжения предварительного уплотнения, который позволяет избежать субъективных интерпретаций местоположения точки максимальной кривизны (то есть минимальный радиус кривизны). Томас и др. использовали этот метод для расчета давления предварительного уплотнения 139 ненарушенных образцов почвы для создания карт давления предварительного уплотнения в Вега-Баха в Сегуре (Испания).

### Оценка «наиболее вероятного» давления предварительного уплотнения
Используя кривую консолидации, пересечь горизонтальную часть кривой повторного сжатия и линию, касательную кривой сжатия. Эта точка находится в пределах вероятного давления предварительного уплотнения. Его можно использовать в расчетах, требующих меньшей точности, или если требуется только грубая оценка.
См. «Моделирование изменения объёма и механических свойств с помощью гидравлических моделей» Американского общества почвоведов (ссылка в ссылках) для более сложной математической модели, основанной на методе Касагранде, сочетающем принципы механики грунта и гидравлики.

### Определение коэффициента переуплотнения в глинах с помощью Метода вращательного среза

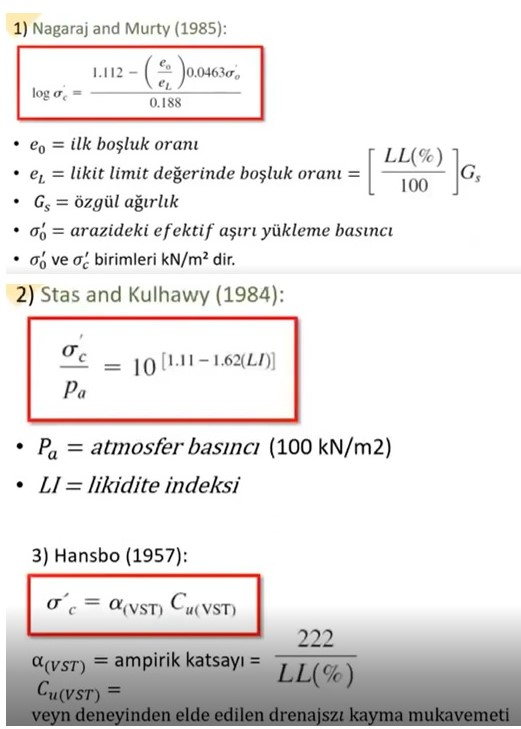
Определение давления предварительного уплотнения аналитическими методами.

Метод вращательного среза традиционно использовался для получения профилей недренированной прочности на сдвиг в мягких и средних глинах. После примерно 40-летнего опыта работы с результатами FV было предложено применить эмпирические поправочные коэффициенты к данным FV для учёта влияния скорости деформации, анизотропии и возмущения на измеренную прочность на сдвиг. В качестве дополнительного использования устройства FV может быть откалиброван на каждом участке для построения профилей коэффициента переуплотнения (OCR) с глубиной на {\displaystyle OCR=a_{FV}[{\frac {c_{uv}}{\sigma _{\mathrm {v0} }^{/}}}]}, где {\displaystyle a_{FV}=22(PI)^{-0,48}} (PI, %) .

## Механизмы, вызывающие предварительное уплотнение
Различные факторы могут привести к тому, что грунт приблизится к давлению предварительного уплотнения:
- Изменение общего напряжения из-за удаления вскрышных пород может вызвать давление предварительного уплотнения в грунте. Например, удаление сооружений или оледенение вызовет изменение общего напряжения, которое будет иметь такой эффект.
- Изменение порового давления воды : изменение уровня грунтовых вод, артезианского давления, глубинная откачка или поток в туннели, а также высыхание из-за высыхания поверхности или жизни растений могут привести почву к давлению предварительного уплотнения.[6][9]
- Изменение структуры почвы в результате старения (вторичное сжатие): со временем почва будет уплотняться даже после того, как высокое давление от нагрузки и давление поровой воды будут истощены.[6]
- Изменения окружающей среды: изменения pH, температуры и концентрации солей могут привести к тому, что давление почвы приблизится к давлению предварительного уплотнения.[6]
- Химическое выветривание : различные типы химического выветривания вызывают давление предварительного уплотнения. Осаждение, вяжущие вещества и ионный обмен являются несколькими примерами.[6]

## Использование
Давление предварительного уплотнения используется во многих расчетах свойств грунта, необходимых для структурного анализа и механики грунта . Одним из основных применений является прогнозирование осадки конструкции после загрузки. Это требуется для любого строительного проекта, такого как новые здания, мосты, большие дороги и железнодорожные пути. Все это требует оценки участка перед строительством. Подготовка площадки к строительству требует первоначального уплотнения грунта для подготовки к установке фундамента. Важно знать давление предварительного уплотнения, потому что это поможет определить величину нагрузки, подходящую для данной площадки. Это также поможет определить, может ли повторное сжатие (после выемки грунта), если позволяют условия, грунт демонстрировать объемное расширение, необходимо учитывать условия повторного сжатия из-за снятия нагрузки.